# کاترینا والانت
کاترینا ژرمن ماریا والنت (زادهٔ ۱۴ ژانویهٔ ۱۹۳۱ – درگذشتهٔ ۹ سپتامبر ۲۰۲۴) خواننده، گیتاریست و رقصندهٔ چندزبانگی ایتالیایی-فرانسوی بود. او به شش زبان صحبت می‌کرد و به ۱۳ زبان آواز می‌خواند. در حالی که بیشتر به عنوان یک هنرمند در اروپا شناخته می‌شد، بخشی از حرفه‌اش را در ایالات متحده گذراند و در آنجا در کنار بینگ کرازبی، دین مارتین، پری کومو و الا فیتزجرالد، و دیگران اجرا داشت.

## زندگی و حرفه
کاترینا والنت در ۱۴ آوریل ۱۹۳۱ در پاریس از والدین ایتالیایی، جوزپه والنت (از سان بیاجیو ساراچینیسکو) و ماریا سیری (متولد در رم از خانواده‌ای اهل جنوآ) به دنیا آمد. والدینش از خانواده‌ای بودند که هفت نسل در حرفه نمایش فعالیت داشتند. مادرش یک هنرمند واریته و هنرمند میم بود.
عشق نخستین او موسیقی جاز بود؛ در خانه به آثار دوک الینگتون، سیدنی بشی، لویی آرمسترانگ و بسی اسمیت گوش می‌داد. اولین بار که بیلی هالیدی را شنید، پنج ساله بود و گریه کرد و دانست که می‌خواهد خواننده شود. او از کودکی در باله آموزش دید. در دهه ۱۹۳۰ همراه با والدینش به تورهای هنری رفت و گاهی روی صحنه ظاهر می‌شد؛ نخستین اجرای او در سال ۱۹۳۶ در تئاتر فریدریشباو در اشتوتگارت بود.
با آغاز جنگ جهانی دوم، خانواده‌اش در سوئیس تور اجرا می‌کردند و امکان بازگشت به پاریس را نداشتند. برای گذران زندگی به اجرای برنامه در آلمان پرداختند. او در ۱۳ سالگی محاصره برسلاو را تجربه کرد و به نجات قربانیان و مراقبت از آن‌ها کمک کرد؛ بعدها آن را جهنم توصیف کرد: تلاش برای نجات کسی و مواجه شدن با اعضای جداشده بدن. پس از جنگ به فرانسه بازگشت و به عنوان خواننده آزاد در کلوب‌ها شانسون اجرا کرد که برخی از آن‌ها توسط ژیلبر بکو برای او ساخته شده بودند.
در سال ۱۹۵۳ با کورت ادلهاگن، رهبر ارکستر، برای یک ساعت و در چندین زبان آزمون داد. او گفت که والنت موسیقایی‌ترین زنی بود که تا آن زمان شنیده بود. اولین ضبط او در ۲۹ مارس ۱۹۵۴، یک قطعه جاز به نام «استانبول» بود که شکست خورد، اما ترانه «اُ ماما، اُ ماما، اُ ماماجو» که به پیشنهاد کورت فلتز اجرا کرد، موفقیت بزرگی کسب کرد.
او در سال ۱۹۵۴ به نیویورک رفت و پس از دیدن اجرای Can Can از کول پورتر، خواست که نسخه آلمانی «I Love Paris» را اجرا کند؛ این قطعه به نام «کاترینا والانت» موفقیت چشمگیری یافت و در سال ۱۹۵۵ نیم میلیون نسخه فروش داشت.
در اواخر دهه ۱۹۵۰ و اوایل دهه ۱۹۶۰، او به یکی از شناخته‌شده‌ترین خوانندگان در اروپا و ایالات متحده تبدیل شد. اجرای او از «The Breeze and I» بیش از یک میلیون نسخه فروخت. والنت همچنین در برنامه‌های تلویزیونی محبوب مانند ساعت کمدی کولگیت و نمایش پری کومو ظاهر شد و در لاس وگاس و تئاتر برادوی به اجرا پرداخت.
او در سال ۱۹۶۴ به عنوان یکی از مجریان برنامه دی اِنترتِینِرز در شبکه سی‌بی‌اس انتخاب شد و به عنوان بهترین خواننده زن در تلویزیون آمریکا شناخته شد. همچنین، اولین ستاره‌ای بود که در سال ۱۹۶۸ نشان نشان افتخار شایستگی جمهوری فدرال آلمان را دریافت کرد.
در طول سال‌ها، او با بسیاری از ستارگان بین‌المللی از جمله چت بیکر، کاونت بیسی، جانی کارسون، بینگ کرازبی، تامی دورسی، سی اولیور، بادی ریچ، بنی گودمن، وودی هرمن، دنی کی، دین مارتین، کلاوس اوگرمن، و ادموندو روس اجرا کرد. ضبط‌های او به دلیل تضاد حقوقی میان ناشران، نادر باقی ماندند.
در سال ۱۹۷۰، والنتا در اجرای سلطنتی در پالادیوم لندن ظاهر شد و ترانه‌های «پیش از آنکه رژه بگذرد» و «نسیم و من» را اجرا کرد. در آلمان، او در بیش از ۱۰۰ برنامه تلویزیونی همچون مو-زیک ایست تْرومف حضور داشت و همچنین مجری برنامه سیرک، سیرک و نمایش شخصی خود با عنوان آرزوهایی که برآورده می‌کنم در سال ۱۹۸۱ بود. نمایش آلمانی آفرین، کاترین که به مناسبت پنجاهمین سالگرد فعالیت او در سال ۱۹۸۶ برگزار شد، توسط حدود ۱۷ میلیون نفر دیده شد.
آلبوم آ بریگلیا شیوتا، یک سی‌دی جاز ایتالیایی که در سال ۱۹۸۹ ضبط و بعدها با نام‌های فانتاستیکا و پلاتینیوم دلوکس منتشر شد، پرفروش‌ترین آلبوم او در سطح جهان بود. در سال ۲۰۰۱، او آلبوم جدیدی به نام گِرل تاک را با همکاری نوازنده هارپ، کاترین میشل منتشر کرد. والنتا در سال ۲۰۰۳ بازنشسته شد.
در سال ۲۰۱۹، آهنگ مشهور او از سال ۱۹۵۹ «بونگو چا چا چا» در موسیقی متن فیلم مرد عنکبوتی: دور از خانه به کارگردانی جان واتس قرار گرفت، که باعث شد این آهنگ دوباره محبوب و وایرال شود. در سال ۲۰۲۱، این آهنگ در شبکه اجتماعی تیک‌تاک (شبکه اجتماعی) وایرال شد و در یک ترند که بیش از ۲۵۰ میلیون بازدید داشت، از آمریکای لاتین و آمریکای جنوبی شروع شد و سپس در ایتالیا و آلمان نیز محبوبیت پیدا کرد.

## زندگی شخصی
والنتا ابتدا با ژانگوله‌بازی آلمانی گرد شولتز ازدواج کرد و از سال ۱۹۵۱ تا ۱۹۷۱ با او زندگی کرد. او همچنین مدیر والنتا بود. در سال ۱۹۵۸، او صاحب یک پسر شد. همسر دوم او روی بود، نوازنده پیانو بود که در سال ۱۹۷۴ صاحب یک پسر دیگر شد. او در مجموع دو پسر داشت.
والنتا در تاریخ ۹ سپتامبر ۲۰۲۴ در خانه خود در لوگانو، سوئیس، در سن ۹۳ سالگی درگذشت.